# Дастакерт
Дастакерт (на арменски: Դաստակերտ) е град, разположен в провинция Сюник, Армения. Населението му през 2011 година е 323 души. и най-малкият по брой население град в страната.

## Население
- 1990 – 326 души
- 2001 – 264 души
- 2009 – 301 души
- 2011 – 323 души